# Luc Lacourcière
Luc Lacourcière (* 18. Oktober 1910 in Saint Victor/Québec; † 15. Mai 1989 in Québec) war ein kanadischer Ethnologe, Folklorist und Hochschullehrer.

## Leben
Lacuorcière ging nach seinem Studium an der Universität Laval nach Europa und unterrichtete 1936–37 am Collège Saint-Charles in Porrentruy in der Schweiz. Nach seiner Rückkehr nach Kanada wirkte er von 1938 bis 1948 als stellvertretender Direktor der französischen Sommerkurse an der Universität Laval und unterrichtete an der Universität von 1940 bis 1963 französische Literatur. Von 1938 bis 1939 war er außerdem Lateinlehrer am Collège Bourget in Rigaud. Als Stipendiat der Royal Society of Canada studierte er 1939 Anthropologie und Folkloristik bei Marius Barbeau am Musée canadien des civilisation. 1941–42 hielt er Vorträge im Radio-Collège der CBC.
Als Empfänger eines Guggenheim-Stipendiums erforschte Lacourcière zwischen 1942 und 1943 die Systeme der Library of Congress und der Harvard University Library. Von 1944 bis zu seiner Emeritierung 1978 unterrichtete er Folkloristik und Ethnographie an der Universität Laval, wo er die Archives de folklore (und die gleichnamige Publikationsreihe) gründete, die er bis 1975 leitete. Von 1963 bis 1971 war er Direktor des Departments Canadian Studies. Gastvorlesungen gab er u. a. am Institut scientifique franco-canadien in Frankreich und in den USA. Ab 1956 stellte er den indexierten Katalog Bibliographie raisonnée des traditions populaires françaises d'Amérique zusammen. Seine Mitarbeiter waren u. a. Conrad Laforte und Roger Matton.
1962 wurde Lacourcière Mitglied der Royal Society of Canada. Von 1962 bis 1965 war er Mitglied des Canada Council, danach der Société des Dix. Die Société Saint-Jean-Baptiste de Montréal zeichnete ihn 1969 mit dem Prix Duvernay aus, und im Folgejahr wurde er Companion des Order of Canada. 1973 wurde er Mitglied der American Folklore Society. 1974 erhielt er die Canadian Music Council Medal und 1976 die Verdienstmedaille der Société Saint-Jean-Baptiste de Montréal. Im Jahr 1976 wurde er Ehrenpräsident der Folklore Studies Association of Canada der Laval-Universität. Das Conseil de la langue française du Québec ehrte ihn 1987 mit dem Preis 3 juillet 1608. Die Folklore Studies Association of Canada vergibt seit 1993 das Luc Lacourcière Memorial Scholarship.